# Starostwo (Opoczno)
Starostwo – historyczna część miasta Opoczna położona na południowy wschód od centrum, wzdłuż ulicy Kolberga. Do 1924 odrębna miejscowość.

## Historia
Starostwo to dawny majątek. Do 1924 należał do gminy Opoczno w powiecie opoczyńskim, początkowo w guberni radomskiej, a od 1919 w woj. kieleckim. 
1 stycznia 1925 większe części majątku Starostwo Opoczyńskie (Wójtowszczyznę, Zarębszczyznę, młyn Grobla oraz staw i plac-ogród przy ulicy Warszawskiej) wraz z osadą Olgino i wsią Gorzałków włączono do Opoczna.